# Karlo II. od Albreta
Karlo II. (fr. Charles II; 1407. — 1471.) bio je francuski plemić i vojnik, lord Albreta te grof Dreuxa. Bio je sin lorda Karla I. (umro 1415.) i njegove supruge Marije te je naslijedio oca. Bio je saveznik francuskog princa Karla, koji je kasnije postao kralj Karlo VII. te je pratio Ivanu Orleansku.

## Djeca
Supruga lorda Karla bila je gospa Ana od Armagnaca. Ovo su njihova djeca:
- Ivan od Albreta, vikont Tartasa
- Luj (1422. — 1465.), biskup Cahorsa i Airea
- Arnaud Amanieu (? — 1463.), barun Lesparrea
- Karlo (pogubljen 1473.)
- Gilles
- Marija
- Ivana

Karlo II. i njegova nepoznata konkubina imali su jedno dijete, Gillesa, koji je bio vikont Mençora, a oženio se gospom Margaretom od Use.